# هیو تالبوت پاتریک
هیو تالبوت پاتریک (انگلیسی: Hugh Talbot Patrick؛ ‏ ۱۱ مهٔ ۱۸۶۰ – ۵ ژانویهٔ ۱۹۳۹) متخصص مغز و اعصاب اهل ایالات متحده آمریکا بود. وی دانش‌آموختهٔ رشتهٔ پزشکی در دانشکده پزشکی دانشگاه نیویورک است که پس از فارغ‌التحصیلی در سال ۱۸۸۴ برای تحصیل در رشته نورولوژی به برلین رفت و پس از بازگشت از اروپا دانشیار عصب‌شناسی دانشگاه نورث‌وسترن شد. وی بنیان‌گذار «انجمن عصبی شیکاگو» است.